# Мокреш (област Монтана)
 Тази статия е за селото в Област Монтана.  За другото българско село с това име вижте Мокреш (Област Шумен).  
Мо̀креш е село в Северозападна България. То се намира в община Вълчедръм, област Монтана.

## География
Село Мокреш се намира в малка долина в северозападна България – на 19 км югоизточно от Лом, на 7 км. от Вълчедръм, на 50 км. от Монтана. Землището на обединеното село заема близо 60 хил. декара земя, от които 56 393 дка стопанисвана земя и 3471 дка дворове в регулационния план на селото.
Мокреш е разположено върху хълмиста част – северната и равнинна част – южната. Шосето Лом – Мокреш – Долни и Горни Цибър – Козлодуй разделя селото на две части:

1. Припека – Така се нарича северната хълмиста част. Дворовете тук са отвоювани с непосилен труд. Разкопавана е години наред по-високата северна част на двора, извозвана, притъпквана и подравнявана е изкопаната пръст в по ниската част и така дворът е получавал желания вид. Южният съсед е правел същото. Така всеки двор получава отвесна стена – „засечка“. В Припека от най – ранните години са се настанили и живеят фамилиите: Цанинци, Пиронковци, Качинци, Канчелови, Мачорете, Стаменовци, Ръбинци, Бузинци и Дзингарови и др.

2. Бъзян Махала – останалата част от селото, на юг от пътя Лом – Цибър. Тя наброява около 240 къщи Нарича се така вероятно заради храстите бъз. Тук живеят следните фамилии Киринци, Велковци, Моновци, Савовци, Палинци, Джонгаловци и др.

### Душилница
Душилница е квартал на Мокреш, разположен южно от центъра, в непосредствена близост до него. Новозастроените през последните няколко години домове почти ги свързват. То също е разположено върху равнинна площ, с лек наклон към река Душилница, която опасва селото от юг, а към средата на селото в североизточна посока го пресича, течейки косо през няколко махали. Селото наброява към 220 къщи, а домакинствата са малко повече. За името Душилница и произхода на населението, както и за съществуването на това селище са запазени различни по съдържание предания. Едно от тях е, че жителите му са дошли тук, от Оряховско. Заселили се първоначално западно от местността Червен бряг – в низината, простираща се северно от брега на р. Душилница и най-вече по отсрещния баир, носещ и сега същото име (на мястото на овощната градина към с. Комощица). Това новоосновано селище тогава се наричало Муйкова махала, вероятно по името на водача на преселниците – Муйко. Ако се съди по самото име, може основателно да се направи извода, че първите заселници – душилчени имат влашки произход. На този език думата „муйко“ означава „мама…“. Например „Ал муйка Бариско“ означава „На мама, маминия Бориско“. Новооснованото селище, наречено Муйкова махала, наброявало около 45 къщи. Не след много обаче, турчинът – ага, владеещ тези земи, установил, че добитъкът на новоселците уврежда имането му (нивите и ливадите), между селата Мокреш и Комощица. Затова той „издействувал от по-горните власти“ разрешение пришълците да бъдат насила изселени от това място. Така и станало – мнозина от тях се заселили в с.Вълчедръм, с. Бутан или в гр. Лом. Само 12 семейства се установяват на днешното си местонаходище – на северния бряг на р. Душилница. Тук се е намирал най-широкият по това време брод – разлив, където минавал пътят от гр. Лом, за селата Вълчедръм, Горна Гнойница (с. Септемврийци) и нататък. При преминаването на брода, с тежко натоварени коли, добитъкът често се задушавал, защото колите хлътвали в дълбоките тинести ями. От това удушване на добитъка идва името на р. Душилница, а по нея и новото селище било наречено Душилница. Установяването тук на преселилите се, от Муйкова махала, дванадесет семейства е станало около 150 години преди Освобождението – 1828/30 г. Така душилчени се установили в днешното си местонахождение – в съседство на с. Мокреш.

## История
Ако се съди по намерените в землището останки – глинени и керамични съдове, каменни, бронзови и железни сечива, и оръдия на труда; ако се съди особено по находищата на много места, по старите гробища от различни епохи и намерените в гробовете пари, гривни, пръстени, токи, и други украшения, може да се приеме, че селището е много старо.
С основание може да се приеме, че живот тук е имало още през каменно-медната епоха, както и по времето на тракийското и римското владичество. Тук е живяло тракийското племе Мизийци, откъдето и наименованието Мизия. Оттук и предположението, че с. Мокреш е старо тракийско селище. Знае се отдавна, че в землището се търси стара тракийска погребална могила. 
Съвременното село е образувано чрез обединението на 2 села - едноименното по-старо село Мокреш и основаното по времето на Османската империя (вероятно около 1828/30 г.) село Душилница.
Засега най-ранни писмени данни за съществуването на селото намираме у Моско П. Добринов, който дава следното описание и данни: „с. Мокреш, окръг Ломско, на изток 3 ч. разст. от Лом. Къщи – 150; жители – до 600; църква една, направена 1864 г. Селото лежи на два зелени върха и се мие от двете страни от реката по име Комощичка бара, която извира от Кърки жаба (Аспарухово), село на 3 ч.раст. към север. Околни забележителности няма.“
Поп Пунчо от село Мокреш  съставя дамаскина Поппунчов сборник, съдържащ едно от първите копия на „История славянобългарска“ на Паисий Хилендарски. Произведението е трайно съхранено в солидна подвързия: корици от дърво, подплатени с тежка, приятна на цвят кафявочервеникава кожа. Подвързията е обвезана по периферията със златистожълта лъскава металическа сплав. И всичко върху нея – шарки, чертици, резки и точици е изкусно извезано от поп Пунчовата веща ръка…! Сборникът е така грижливо запазен външно, като да не са изминали два века от излизането му на бял свят. Много повече, разбира се, говорят за достойнството на сборника съдържанието му, дообогатено с цялостно оформление – четлив, дори краснописен почерк, с вкус подбрани, неповтарящи се цветове и багри при изографисването на плетениците, винетките, двата автопортрета и т.н.
Към 30-те години на XX век жителите на Мокреш до голяма степен запазват своя преходен диалект и са част от говорен остров от десетина села по долното течение на Цибър.
В началото на 40-те години на XX век в селото е проведена комасация, като броят на земеделските имоти е намален от 5584 на 1100.

## Културни и природни забележителности
В парка Жир и до днес има следи от резиденция от римско време, която според археолози е била обитавана от римски военачалник. Старо римско гробище, години наред под прицела на иманярите, но са запазени характерни за времето скулптури.

## Православен храм „Свети Никола“
Преданието казва, че църквата „Свети Никола“ е изградена върху стара приземна малка църквица, която е останала под сегашната. Средствата за изграждането ѝ са събрани чрез дарения от местното население. Строителството е в рамките на около три години (предполага се, че строежът е започнал през 1853 г.). На 23 май 1856 г. видинският митрополит Паисий тържествено освещава новопостроената църква в село Мокреш. Името ѝ е посветено на свети Николай Чудотворец. Денят на откриването на храма е причината празникът на селото в наши дни да е на 23 май. Сградата на църквата е с площ около 140 кв. м и дебели каменни стени. Формата на сградата е корабообразна. В иконостаса на храма са подновени през 1936 г. само иконите. Старият иконостас е запазен заедно с кръста и представлява ценна творба на резбарското изкуство. След Освобождението по инициатива на свещениците Ангел Цеков и Стамен Вълчев била излята една камбана, поставена в двора на храма и окачена на дървета. По-късно през 1907 г. била построена висока камбанария и направени две камбани. Близо до църквата от западната страна се построява здание за училище, което е връстник на храма. В годините след 1878 г. то е разширявано няколко пъти, а след 9 септември 1944 г. е съборено. Това училище продължава традициите на килийното училище от 15 век. Десетки свещенослужители са дали своя принос за църковното и духовно израстване на село Мокреш и околните села. Църквата в Мокреш е обявена за Паметник на културата. През лятото на 2015 година се извършва основен ремонт на сградата на храма и прилежашия двор. Реставрирането на фасадата е напълно завършено през септември 2015 г.

## Читалище „Живот“
Читалището в село Мокреш, обл. Монтана е основано на 21 ноември 1906 г. под името „Пробуда“. Наколко години по-късно е създадена и библиотеката към читалището, най-голяма заслуга за това има поп Първан който дарява много книги. Няколко месеца след създаването, основателите на читалището променят името от „Пробуда“ на „Живот“. Първата пиеса която е поставена в Читалище „Живот“ е „Ивайло“ през 1907 г. Читалището на селото има един от най-богатите реквизити за околността. Самодейната дейност на читалището е била много развита от неговото построяване през средата на XX век до промените след 1989 г.

## Редовни събития
- Събор на 23 май всяка година.
- Чества се Трифон Зарезан.
- Чества се Свети пророк Илия (Илинден)

## Други
През периода 1955 – 1989 г. селото, тогава част от Михайловградски окръг има много развито селско стопанство, благодарение на ТКЗС. В огромните стопански дворове се отглеждали едър рогат добитък, прасета и пилета. Полетата на селото били засяти с пшеница, слънчоглед и царевица. Селото имало собствено селскостопанско летище. След ликвидирането на ТЗКС през 1990 – 1991 г. селското стопанство не само в Мокреш, и в цялата област Монтана рязко запада. Миграцията на населението се увеличава, а къщите и плодородната земя около селото запустяват в плевели. В последните години се наблюдават подобрения в района дължащи се усилията на младите фермери и желанието им да обогатят района отново.
През 2011 г. е изграден Соларен парк с 4,2МWp мощност.

## Известни личности
Родени в Мокреш
- Емил Александров (1934 – 2012) – офицер от Държавна сигурност и политик
- Здравко Александров (1911 – 1998) – художник
- Асен Дурмишев (1938 – 2006) – лекар, учен и политик
- Пунчо Куздин (1745 – 1814) – духовник и книжовник
- Здравко Манолов (художник) (1920 – 2010) – художник и поет
- Трифон Панов (1846 – 1918) – революционер и политик
- Емил Цанински (р. 1957) – футболист

Починали в Мокреш
- Първан Савов (1804 – 1918) – поборник и възрожденец

## Галерия
- Архитектура
- Храмът „Св. Никола“ през зимата
- Ден на детето 1936 г.
- Елек от Мокреш изложен в Етнографсия музей.
- Жътва през 1950 г.
- Народен оркестър 70-те години на XX век.
- Бойка и Бончук – партизани от Мокреш.
- Парк „Жира“
- Улица в Мокреш
- Kъща в Мокреш.
- Паметна плоча на Поп Пунчо
- Детска градина
- Училището в Мокреш
- Селската чешма
- Храмът „Св. Никола“
- Читалището
- Храмът „Св. Никола“ 2015 г.

## Кметове
- Димитър Дронзин 1923 – 1924
- Арсен Тодоров Дурмишев 1924 – 1925
- Георги Паков 1926 – 1928
- Обретим Манойлов 1928 – 1930
- Панко Л.Киров 1930 – 1931
- Генади Апостолов Янев 1931 – 1932
- Спиридон Д.Дронзин 1933 – 1934
- Георги Ц.Атанасов 1934 – 1935
- Цветан Божинов Икономов 1935 – 1941
- Константин Шекерджиев 1941 – 1942
- Калчо Конов Калчев 1942 – 1943
- Иван Качин 1944 – 1946
- Иван Иванов Паков 1946 – 1947
- Петър Манойлов Спасов 1947 – 1948
- Александър Миланов Дронзин 1949 – 1956
- Славчо Николов Божков 1957 – 1962
- Владимир Миланов Велков 1963 – 1977
- Веселин Рафаилов Ръбин 1977 – 1995
- Тодор Бърлатов 1995 – 1999
- Огнян Веселинов Велков 1999 – 2003
- Кирилка Ефремова 2003 – 2009
- Бисер Цветанов 2009 – 2011
- Огнян Ефремов 2011 – 2015
- Емил Огнянов Ефремов 2015 - 2022
- Маргит Георгиев 2023